# یاسر هدایتی
یاسر هدایتی عضو تیم ملی قایقرانی جوانان در دوره‌های نهم مسابقات قهرمانی آسیا بود.

## نهمین دوره مسابقات قهرمانی آسیا(۱۳۸۱–۲۰۰۲)دریاچه آزادیتهران-ایران
کایاک چهارنفره ۱۰۰۰متر جوانان- رضا رئیسی، رسول آسایش خورشیدی، یاسر هدایتی و مهدی علی خان زاده- مدال طلا
کایاک چهارنفره ۵۰۰متر جوانان- رضا رئیسی، رسول آسایش خورشیدی، یاسر هدایتی و مهدی علی خان زاده- مدال طلا

## دوازدهمین دوره مسابقات قهرمانی آسیا(۱۳۸۶–۲۰۰۷)کره جنوبی
کایاک چهارنفره ۲۰۰متر بزرگسالان- یاسر هدایتی، محسن میلاد، عباس صیادی و رضا رئیسی- مدال نقره
کایاک یکنفره ۵۰۰متر بزرگسالان- یاسر هدایتی- مدال برنز
کایاک یکنفره ۱۰۰۰متر بزرگسالان- یاسر هدایتی- مدال نقره